# Meie
Meie ist eine aus einer Hofschaft hervorgegangene Ortslage in Leichlingen (Rheinland) im Rheinisch-Bergischen Kreis.

## Lage und Beschreibung
Der Ort liegt östlich von Witzhelden an der Landesstraße L294. Da sich die Wohnbebauung entlang der Landesstraße zu beiden Seiten großflächig ausgebreitet hat und mit dem benachbarten Nüsenhöfen und dem Höhendorf Witzhelden zusammengewachsen ist, ist Meie nicht mehr als eigenständiger Wohnplatz wahrnehmbar.
Weitere Nachbarorte sind Altenbach, Bern, Feld, Neuenhof, Bechhausen, Flamerscheid, Brachhausen, Höhscheid, Wersbach und Wersbacher Mühle.

## Geschichte
Die Karte Topographia Ducatus Montani aus dem Jahre 1715 zeigt zwei Höfe unter dem Namen a.d. Meien. Im 18. Jahrhundert gehörte der Ort zum Kirchspiel Witzhelden im bergischen Amt Miselohe. Die Topographische Aufnahme der Rheinlande von 1824 und die Preußische Uraufnahme von 1844 verzeichnen den Ort beide als Meyen.
1815/16 lebten 19 Einwohner im Ort. 1832 gehörte Meie unter dem Namen Maye dem Kirchspiel Witzhelden der Bürgermeisterei Burscheid an. Der laut der Statistik und Topographie des Regierungsbezirks Düsseldorf als Hofstadt kategorisierte Ort besaß zu dieser Zeit sechs Wohnhäuser und acht landwirtschaftliche Gebäude. Zu dieser Zeit lebten 38 Einwohner im Ort, allesamt evangelischen Glaubens.
Aufgrund der Gemeindeordnung für die Rheinprovinz erhielt 1845 das Kirchspiel Witzhelden den Status einer Gemeinde, schied aus der Bürgermeisterei Burscheid aus und bildete ab 1850 eine eigene Bürgermeisterei. Im Gemeindelexikon für die Provinz Rheinland werden 1885 17 Wohnhäuser mit 78 Einwohnern angegeben. 1895 besitzt der Ort 18 Wohnhäuser mit 100 Einwohnern, 1905 17 Wohnhäuser und 76 Einwohner.
Ab Mitte des 20. Jahrhunderts füllten sich die Baulücken mit dem benachbarten Nüsenhofen, das seinerseits mit Witzhelden zusammenwuchs. Am 1. Januar 1975 wurde die Gemeinde Witzhelden mit Meie in Leichlingen eingemeindet.